# Bilby
Bilby – osada w Anglii, w hrabstwie Nottinghamshire, w dystrykcie Bassetlaw. Leży 44 km na północ od miasta Nottingham i 213 km na północ od Londynu.